# Phrynobatrachus pygmaeus
Phrynobatrachus pygmaeus és una espècie de granota que viu al Txad i, possiblement també, a la República Centreafricana.
Està amenaçada d'extinció per la pèrdua del seu hàbitat natural.